# Szahhat
Szahhat (arab. شحات, Shaḩḩāt) – miasto w północno-wschodniej Libii, w gminie Al-Dżabal al-Achdar, w odległości 24 km na wschód od miasta Al-Bajda, między drogami: Al-Bajda–Al-Kubba, stanowiącą część Libijskiej Autostrady Przybrzeżnej i Ras al-Hilal–Al-Hanijja. W 2004 roku zamieszkiwało je ok. 43,4 tys. mieszkańców.
Miasto, jako jedne z pierwszych, zostało przejęte przez rebeliantów podczas wojny domowej w 2011 roku.